# Schemrowitz
Schemrowitz, polnisch Szemrowice, ist eine Ortschaft in Oberschlesien. Schemrowitz liegt in der Gemeinde Guttentag im Powiat Oleski in der polnischen Woiwodschaft Oppeln.

## Geografie

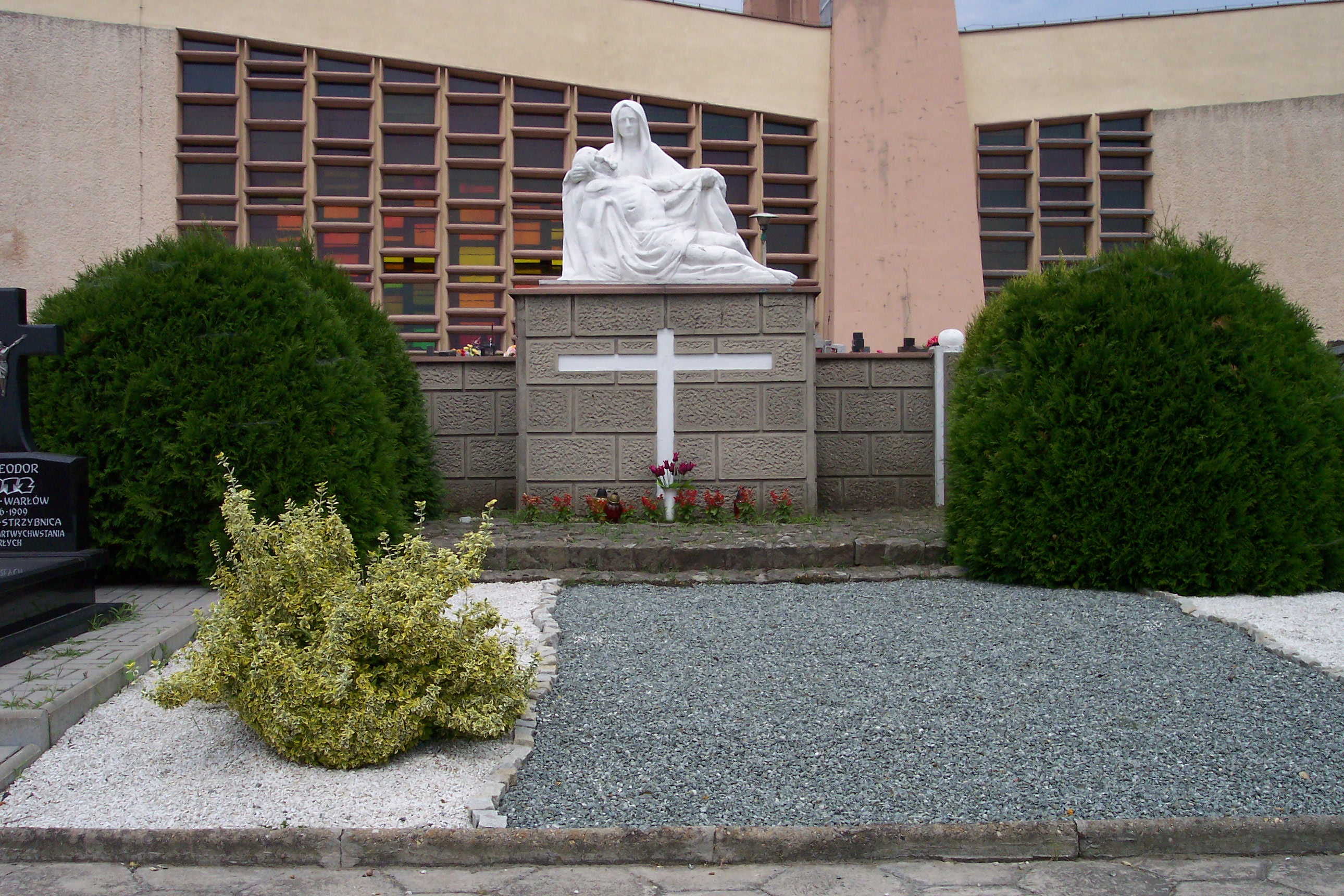
Pietà und Kirche

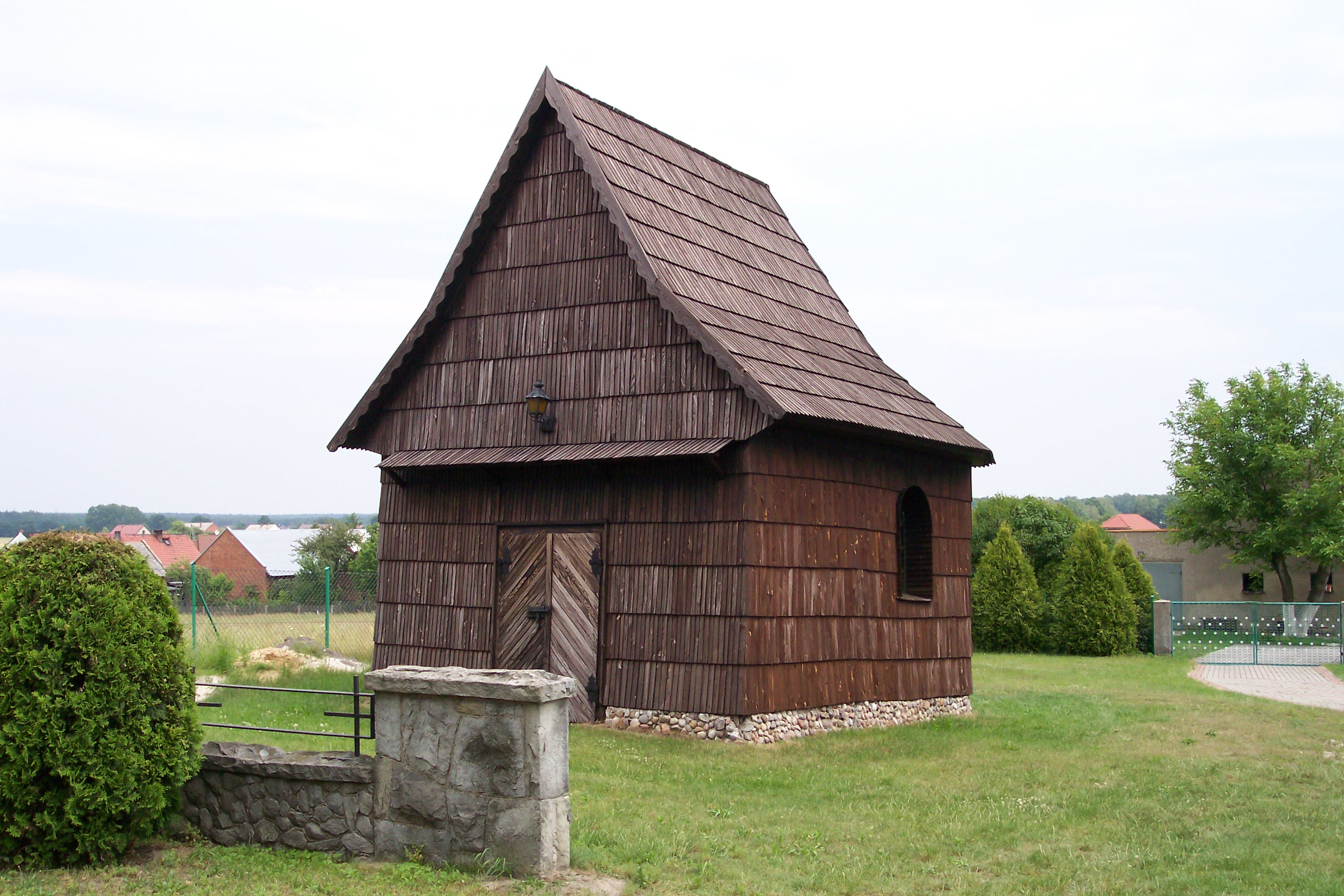
Schrotholzgebäude

Schemrowitz liegt vier Kilometer nordwestlich vom Gemeindesitz Guttentag, 14 Kilometer südlich von der Kreisstadt Olesno (Rosenberg O.S.) und 35 Kilometer östlich von der Woiwodschaftshauptstadt Oppeln.

## Geschichte
Bei der Volksabstimmung in Oberschlesien am 20. März 1921 stimmten 195 Wahlberechtigte für einen Verbleib bei Deutschland und 317 für Polen. Schemrowitz verblieb beim Deutschen Reich. 1933 lebten im Ort 955 Einwohner. Am 22. Juli 1936 wurde der Ort in Raunen umbenannt. 1939 hatte der Ort 1058 Einwohner. Bis 1945 befand sich der Ort im Landkreis Loben (zwischenzeitlich im Landkreis Guttentag).
1945 kam der bisher deutsche Ort unter polnische Verwaltung und wurde in Szemrowice umbenannt und der Woiwodschaft Schlesien angeschlossen. Von 1945 bis 1954 war der Ort Sitz der Gemeinde Szemrowice. 1950 kam der Ort zur Woiwodschaft Oppeln. Von 1975 bis 1998 befand sich der Ort in der Woiwodschaft Tschenstochau. 1999 kam der Ort zur Woiwodschaft Oppeln und zum Powiat Oleski. Am 4. Juli 2008 erhielt der Ort zusätzlich den amtlichen deutschen Ortsnamen Schemrowitz.